# Excelsior A33
The Tank, Heavy Assault, A33 (Commodore; czołg, ciężki, szturmowy A33) – brytyjski eksperymentalny czołg ciężki z okresu II wojny światowej bazowany na wcześniejszej konstrukcji Mk VIII Cromwell. Prace nad Excelsiorem prowadzono w wypadku niepowodzenia programu związanego z czołgiem piechoty Mk IV Churchill.
Firma English Electric zbudowała dwa prototypy czołgu bazowane na kadłubie Cromwella, pierwszy z nich miał zawieszenie amerykańskiego czołgu M6 Heavy Tank, drugi zmodyfikowane zawieszenie Cromwella.  Po wejściu do produkcji Churchilla program został zakończony.
Drugi prototyp można oglądać w Bovington Tank Museum.